# Katja de Bragança
Katja de Bragança (* 1959 in Neumünster) ist eine deutsche Humangenetikerin und Forscherin mit dem Arbeitsschwerpunkt Down-Syndrom. Sie ist Gründerin und Chefredakteurin der Zeitschrift Ohrenkuss, deren Texte ausschließlich von Menschen mit Down-Syndrom verfasst werden.

## Leben
Katja de Bragança wurde 1959 in Neumünster in Schleswig-Holstein als Tochter einer Deutschen und eines Inders geboren. Ihre ersten zwölf Lebensjahre verbrachte sie mit ihrer Familie im indischen Bundesstaat Goa, einer ehemaligen portugiesischen Kolonie. Nach der Trennung ihrer Eltern kehrte sie Anfang der 1970er Jahre mit ihrer Mutter und ihrem Bruder nach Deutschland zurück. Sie legte ihr Abitur in einem Internat ab und studierte anschließend Humanbiologie an der Universität Bonn. Während ihres Studiums brachte sie ihr erstes Kind zur Welt, das dritte kurz nach der Fertigstellung ihrer Dissertation. Im Jahr 1991 promovierte sie mit einer Arbeit zum Thema Vergleichende Untersuchung über allgemeine und spezifische Veränderungen des Hautleisten- und Furchensystems bei Chromosomenstörungen unter Berücksichtigung des ethnischen Hintergrundes: quantitative und qualitative Analyse charakteristischer Merkmalsgruppen.
Anschließend arbeitete sie halbtags als wissenschaftliche Angestellte in der Humangenetik. Daneben beschäftigte sie sich im Themenkomplex Down-Syndrom schwerpunktmäßig mit vorgeburtlicher Diagnostik, Lebensqualität und Selbsthilfegruppen der Betroffenen.
50 Tage lang ging sie mit zwei Bonner Künstlern und einer Gruppe von Menschen mit Down-Syndrom mit der von der Aktion Mensch finanzierten Wanderausstellung Arche Noah auf Tournee.
Mit Fördermitteln der Volkswagen-Stiftung, die auf Antrag des Medizinhistorikers Heinz Schott 1998 bewilligt wurden, konnte sie in einem Projekt die Fragen wissenschaftlich untersuchen: Wie erleben Menschen mit DownSyndrom die Welt? Wie sieht die Welt Menschen mit Down-Syndrom? Daraus entwickelte de Bragança die Idee, die Menschen mit Down-Syndrom individuell zu Wort kommen zu lassen. Dies führte 1998 zur Gründung der Zeitschrift Ohrenkuss, der weltweit einzigen Zeitschrift, die von Menschen mit Down-Syndrom getextet wird.
Für ihr Projekt Ohrenkuss wurde de Bragança mehrfach geehrt: Im November 2010 wurde ihr das Bundesverdienstkreuz am Bande verliehen. Die Frauenzeitschrift Bild der Frau ehrte sie 2012 mit dem Preis Goldene Bild der Frau. Unter Würdigung ihres Ansatzes, „fachliches Wissen und praktische Erfahrung mit zeitgemäßen und verständlichen Formen des Umgangs mit Menschen mit Down-Syndrom zu paaren“, wurde ihr im September 2020 der mit 5000 Euro dotierte Justinus-Kerner-Preis der Stadt Weinsberg verliehen; dieser Kulturpreis wird alle drei Jahre an Personen vergeben, die im Sinne Kerners unter anderem auf dem Gebiet der Medizin Herausragendes geleistet haben. Zum zweiten Mal ging damit der Kerner-Preis an eine Frau.
Katja de Bragança lebt mit ihrem Mann in einer Patchworkfamilie mit acht Kindern und sechs Enkeln in Bonn.

## Auszeichnungen und Ehrungen
- 2010: Bundesverdienstkreuz am Bande
- 2012: Goldene Bild der Frau
- 2020: Justinus-Kerner-Preis der Stadt Weinsberg

## Publikationen
- Weiske, Katja und Braganca, K.: Was sind Chromosomen und wie kann man sie untersuchen? In: Bundeskunsthalle (Hrsg.) Touchdown : die Geschichte des Down-Syndroms. Bonn 2016, S. 224–233.
- Weiske, Katja und Braganca, K.: Schwangerschafts-Abbruch in Deutschland, in: Bundeskunsthalle (Hrsg.) Touchdown : die Geschichte des Down-Syndroms. Bonn 2016, S. 250–251.
- Katja de Braganca und Bärbel Peschka (Hrsg.): Das Wörterbuch Ohrenkuss. Arena Verlag. Würzburg. 2010, ISBN 978-3-00-024933-4
- Katja de Braganca: Vergleichende Untersuchung über allgemeine und spezifische Veränderungen des Hautleisten- und Furchensystems bei Chromosomenstörungen unter Berücksichtigung des ethnischen Hintergrundes : Quantitative und qualitative Analyse charakteristischer Merkmalsgruppen. Doktorarbeit Universität Bonn 1991